# План Мэгги
«План Мэгги» (англ. Maggie's Plan) — американский художественный фильм в жанре романтической комедийной драмы режиссёра Ребекки Миллер. Премьера фильма состоялась на кинофестивале в Торонто в сентябре 2015 года.

## Сюжет
Мэгги хочет стать матерью и планирует прибегнуть к искусственному оплодотворению, но её планы нарушаются, когда она знакомится с антропологом Джоном, состоящим в несчастливом браке с Жоржеттой. Мэгги выходит замуж за Джона, но через какое-то время начинает чувствовать себя несчастной, и у неё возникает новый план: восстановить брак Джона с его прошлой женой.

## В ролях
- Грета Гервиг — Мэгги
- Итан Хоук — Джон
- Джулианна Мур — Жоржетта
- Билл Хейдер — Тони
- Трэвис Фиммел
- Майя Рудольф
- Уоллес Шоун
- Алекс Морф
- Джексон Фрейзер
- Кэтлин Ханна

## Восприятие
Фильм получил в основном положительные отзывы критиков. На сайте Rotten Tomatoes фильм имеет рейтинг 73 % на основе 11 рецензий со средним баллом 6,3 из 10. На сайте Metacritic на основе 7 рецензий фильм получил оценку 78 из 100, что соответствует статусу «в основном положительные отзывы».